# Пустовойт Іван Семенович
Іван Семенович Пустовойт (1911 — ?) — український радянський партійний діяч, 2-й секретар Херсонського обкому КПУ, 1-й секретар Кам'янсько-Дніпровського райкому КП(б)У Запорізької області, 1-й секретар Скадовського райкому КП(б)У Херсонської області.

## Біографія
Член ВКП(б).
У 1944 — вересні 1945 року — 1-й секретар Кам'янсько-Дніпровського районного комітету КП(б)У Запорізької області.
З вересня 1945 року — слухач Вищої школи партійних організаторів при ЦК ВКП(б) у Москві. 
До березня 1951 року — 1-й секретар Скадовського районного комітету КП(б)У Херсонської області.
8 березня 1951 — вересень 1952 року — 2-й секретар Херсонського обласного комітету КП(б)У.
З листопада 1952 року — начальник Херсонського обласного управління бавовництва.
На 1955—1960 роки — начальник Херсонського обласного управління радгоспів.

## Нагороди
- орден Трудового Червоного Прапора (26.02.1958)
- орден Вітчизняної війни 2-го ст. (1.02.1945)
- медалі